# Mörön
Mörön (Alfabeto tradicional mongol: ᠮᠥᠷᠡᠨ, en mongol: : Мөрөн tr.: río), también conocida como Murun, Morón y Muren. Ciudad de Mongolia y capital de la provincia de Hövsgöl al norte del país. Antes de 1933 la capital de tal provincia fue la ciudad de Khatgal.
Mörön posee un hospital, museo, teatro, oficina de correos, varias escuelas, salas de infancia, así como una de las mayores ferias al aire libre del país. La ciudad tiene su propia central eléctrica y se encuentra conectada a la red de alta tensión central de Mongolia desde 2004.
Los orígenes de la ciudad se remontan a la fundación del Monasterio de Möröngiin Khuree en el año 1809/11, a orillas del río Delgermörön. Desde el comienzo del siglo XX, el monasterio ha crecido hasta albergar una población de 1300 almas, pero fue destruido en el 1937. Un nuevo y más pequeño monasterio Danzadarjaa Khiid fue construido en la parte occidental de la ciudad en la década del ´90.

## Población
| 1959  | 1969   | 1979   | 1989   | 1994   | 2000   | 2005   | 2007   |
| ----- | ------ | ------ | ------ | ------ | ------ | ------ | ------ |
| 9 000 | 11 200 | 16 500 | 21 300 | 27 230 | 28 147 | 35 872 | 36 082 |

La mayoría de la población habita en yurtas.

## Aeropuerto
Dispone de pistas, una asfaltada y otra de tierra. Sirve para vuelos regulares a la capital Ulán Bator y algunos vuelos hacia las provincias del oeste.

## Galería

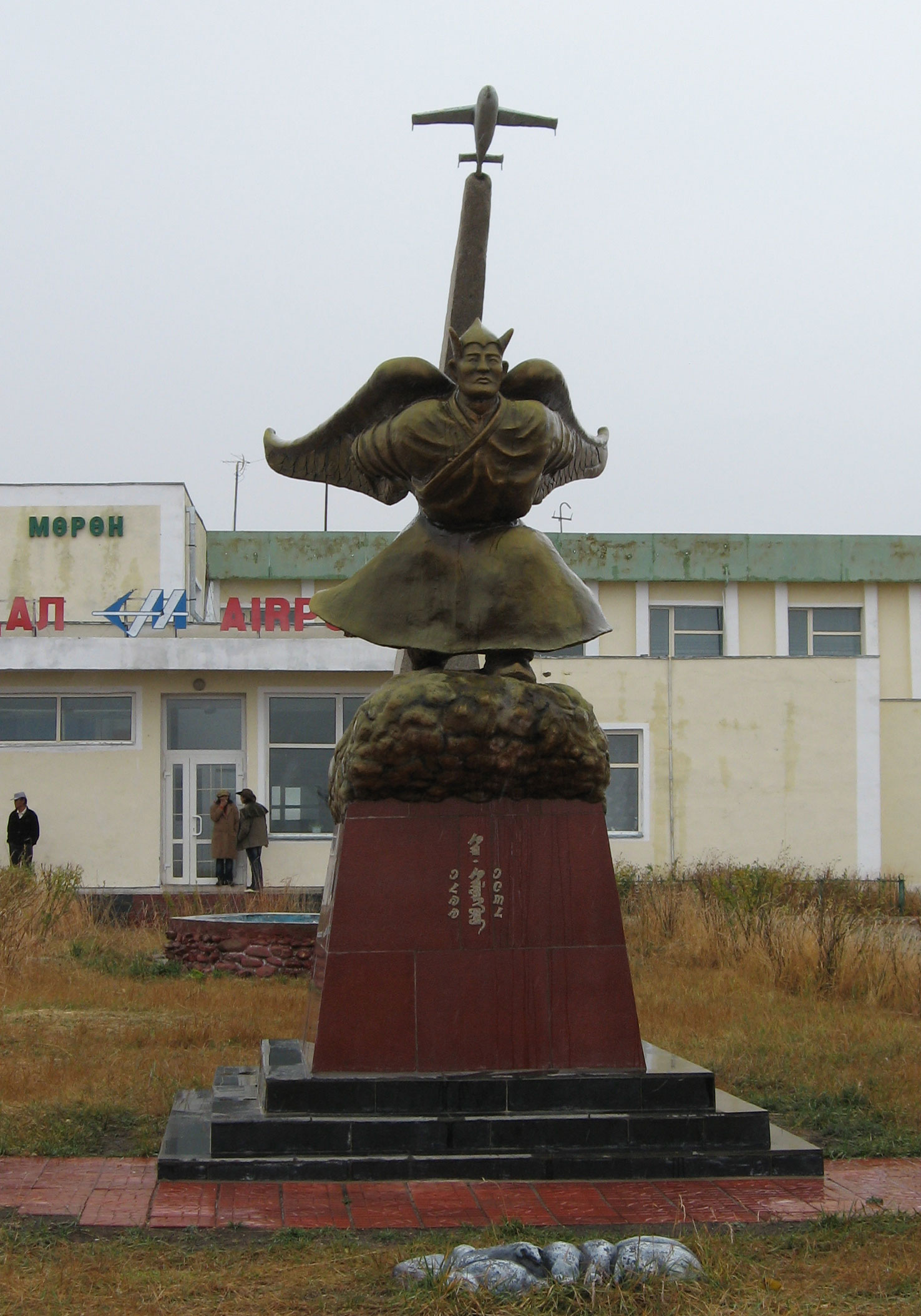
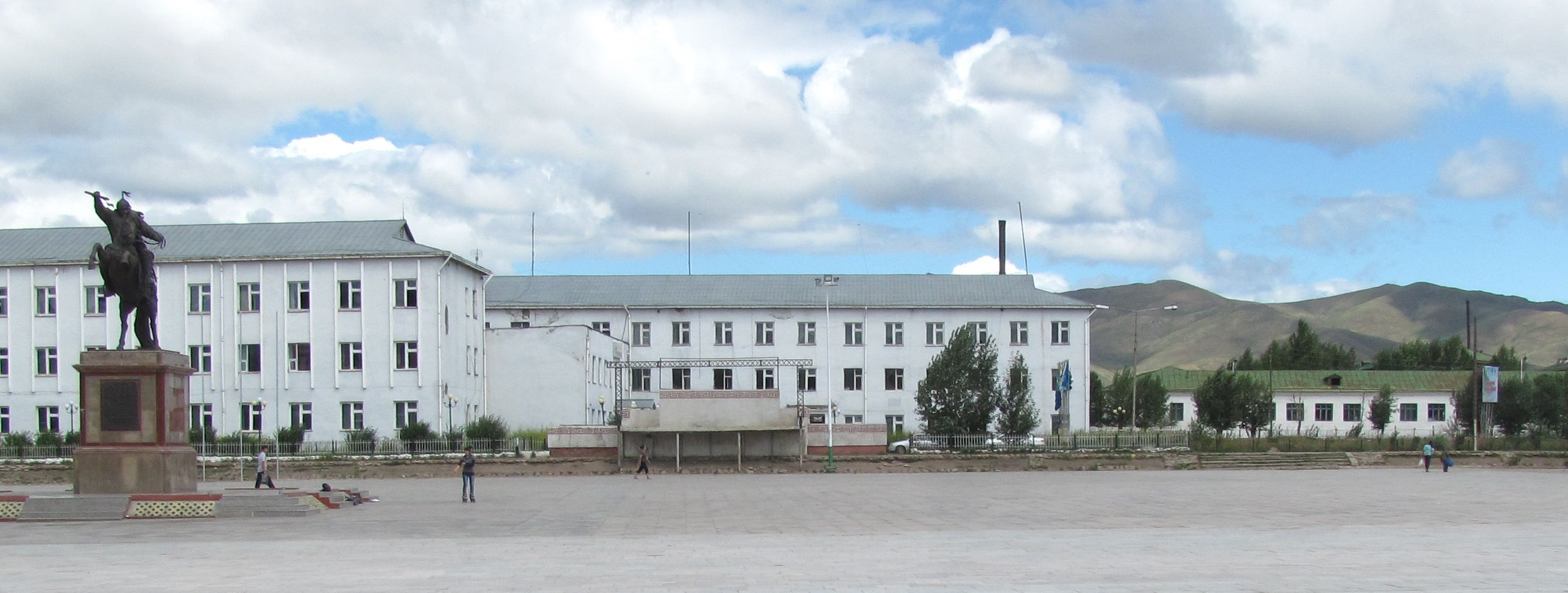
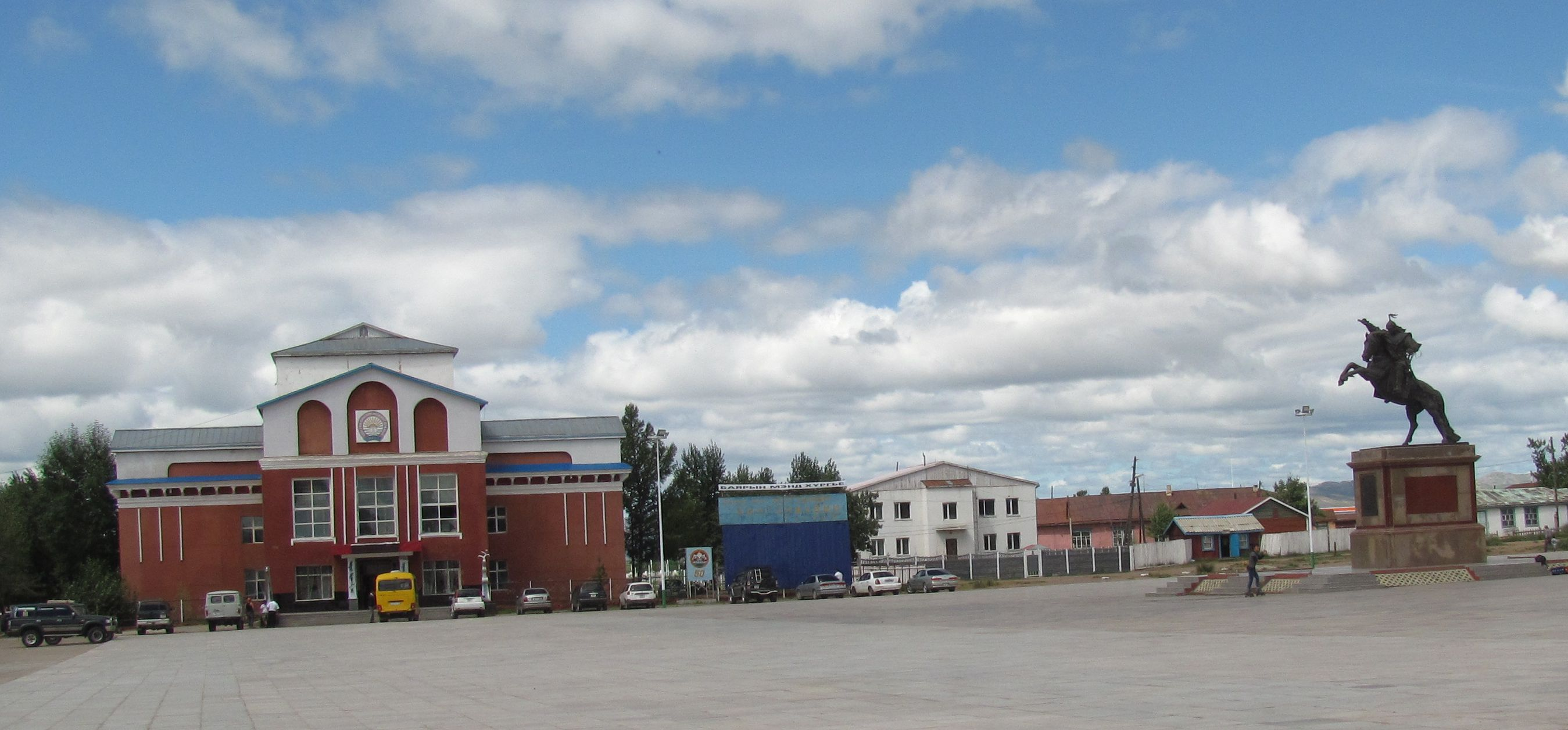
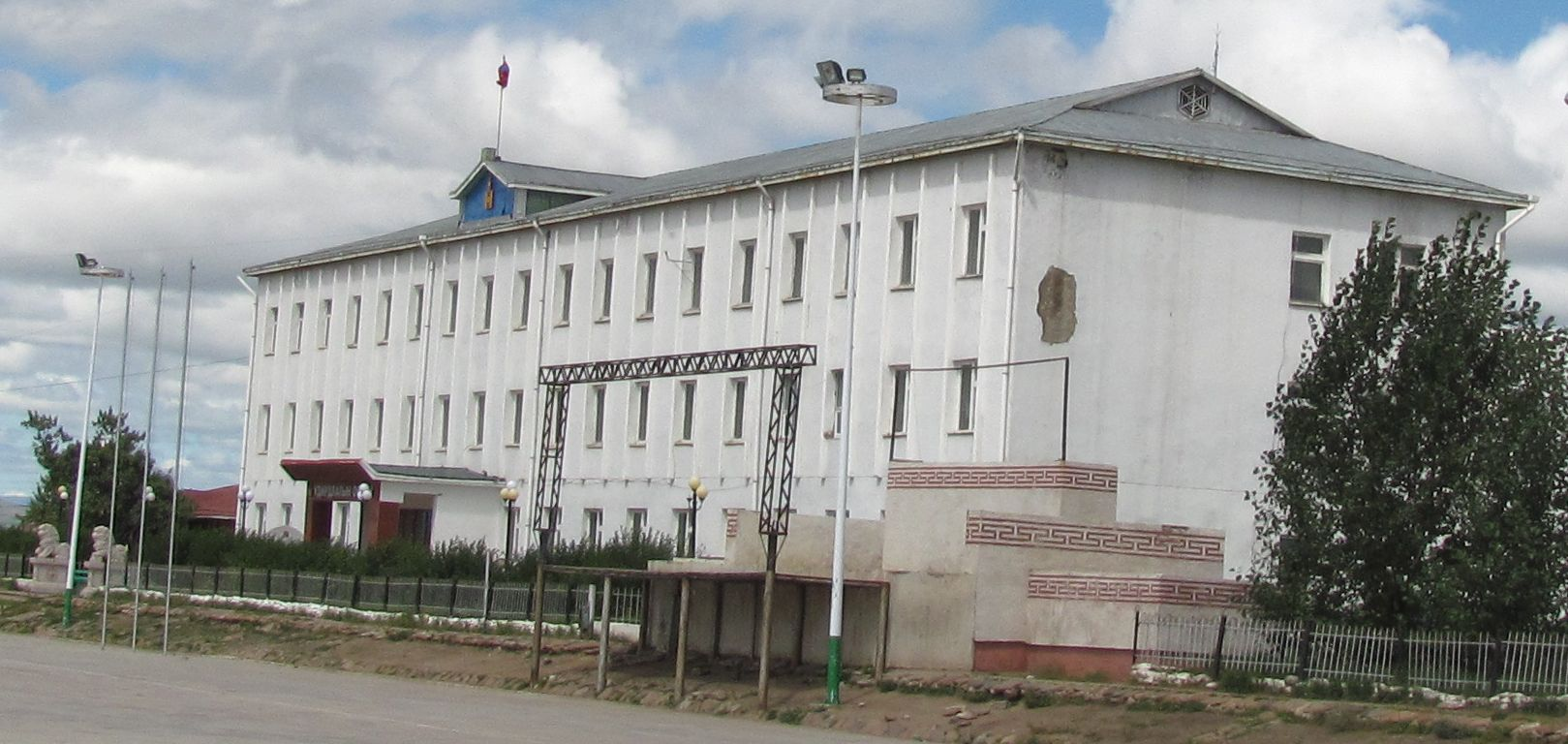
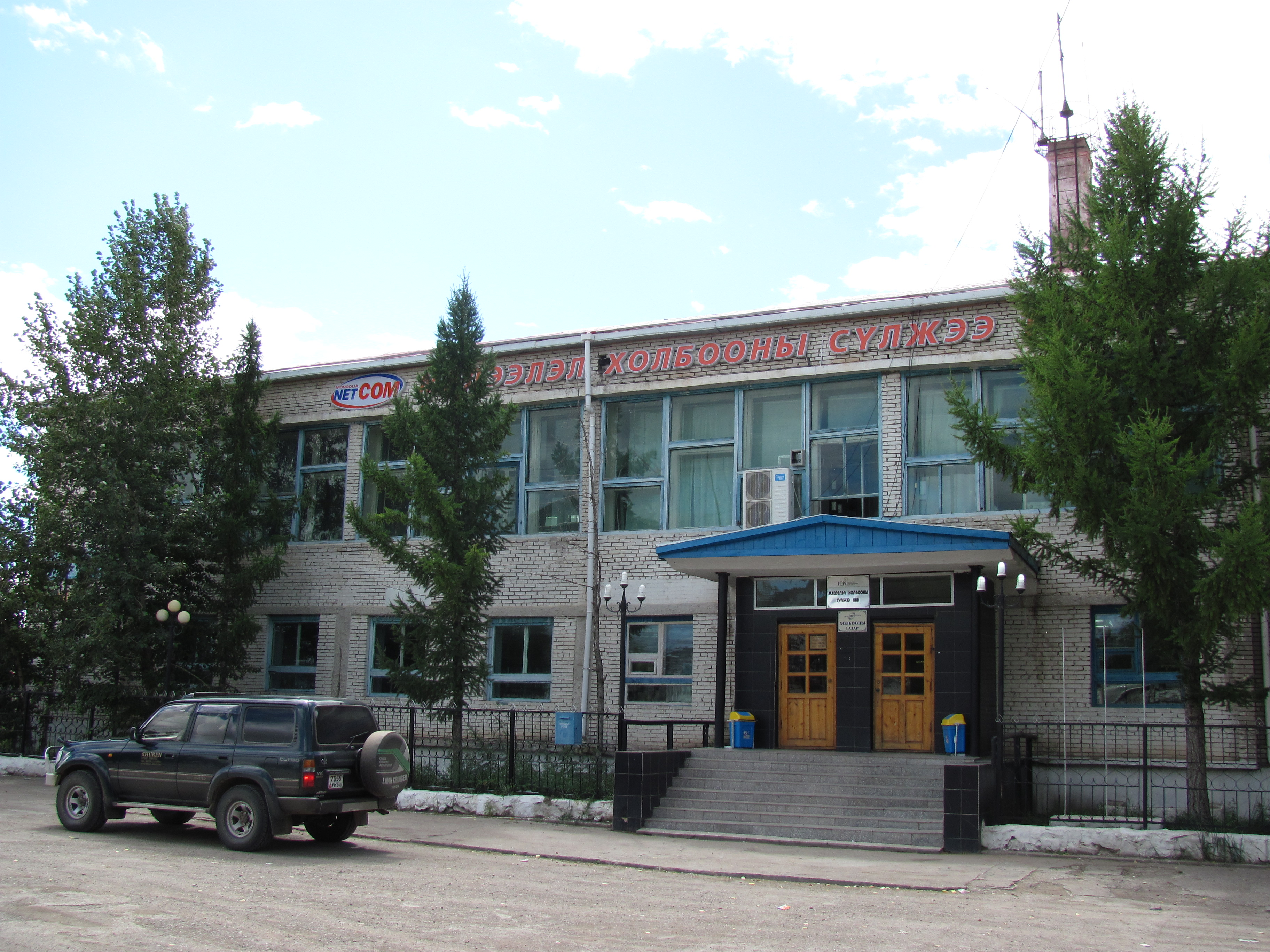
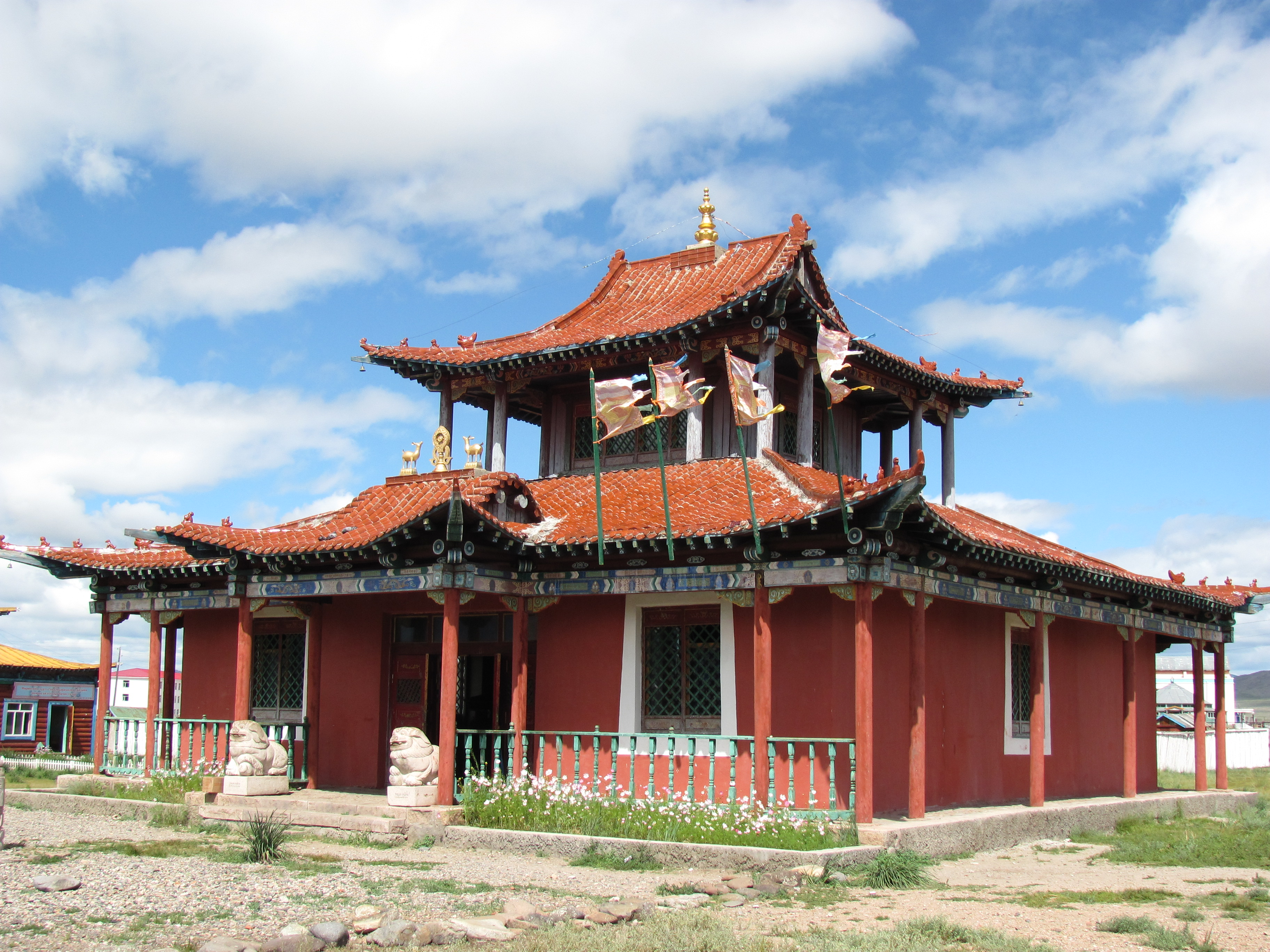
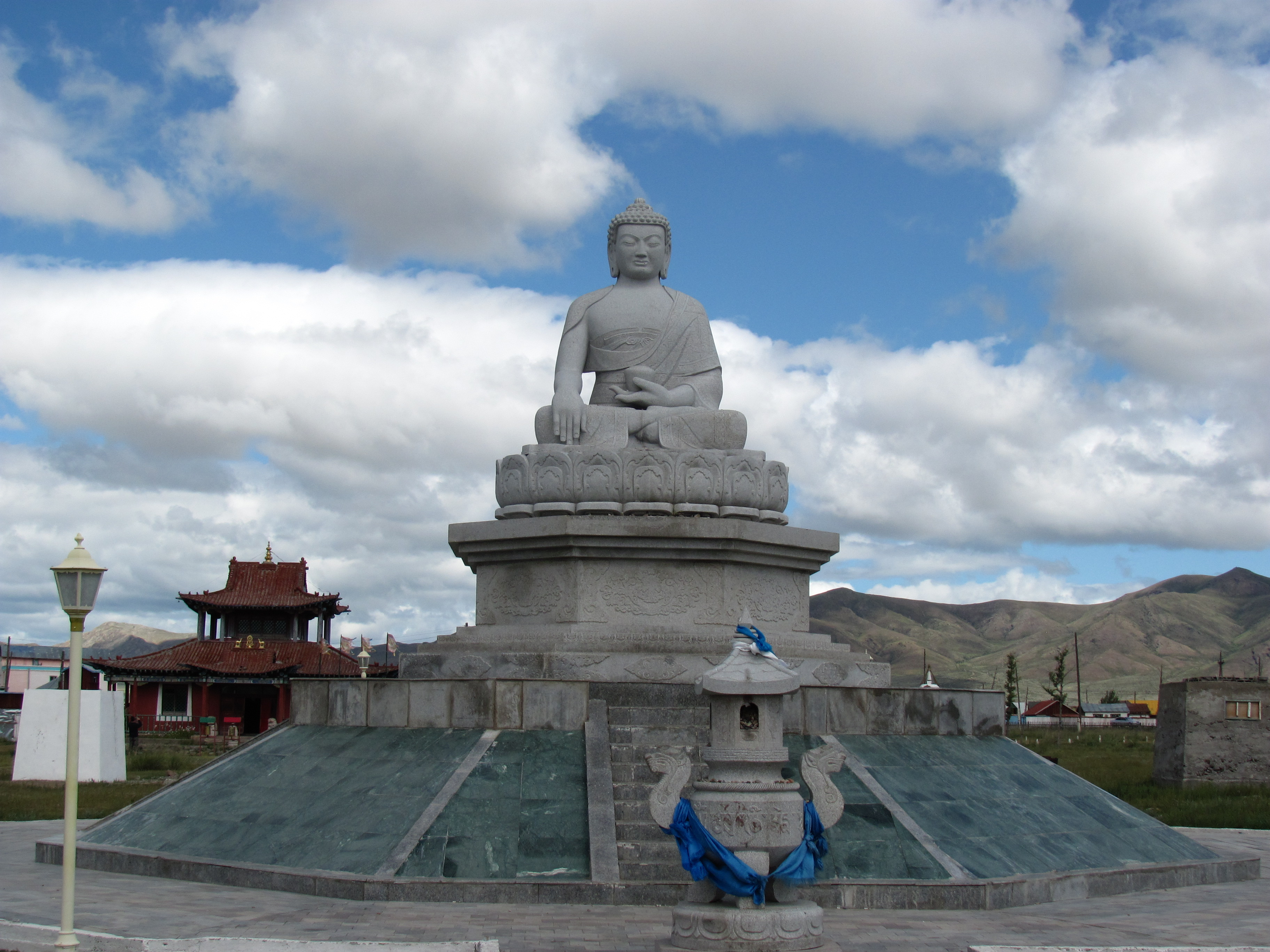
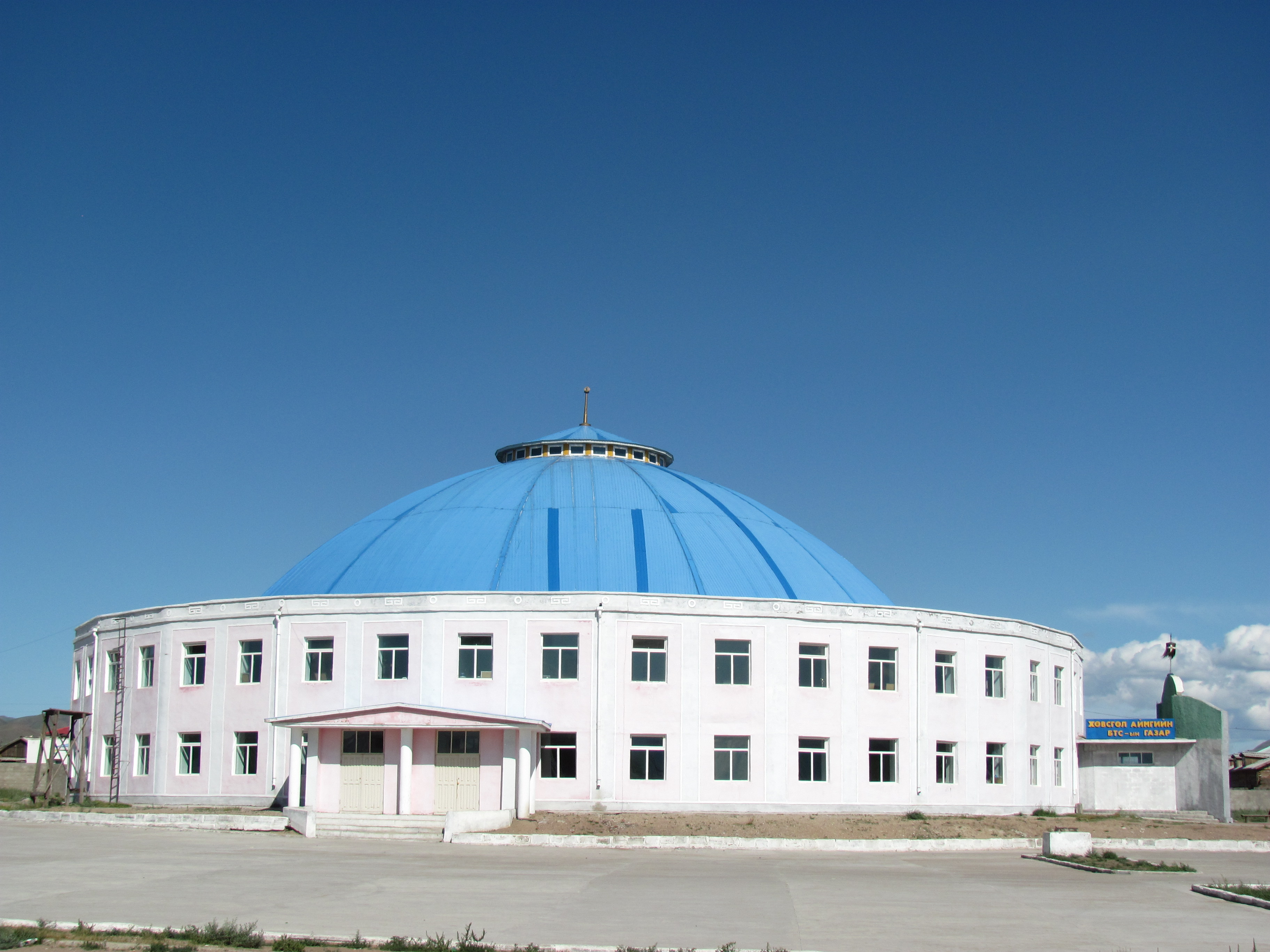
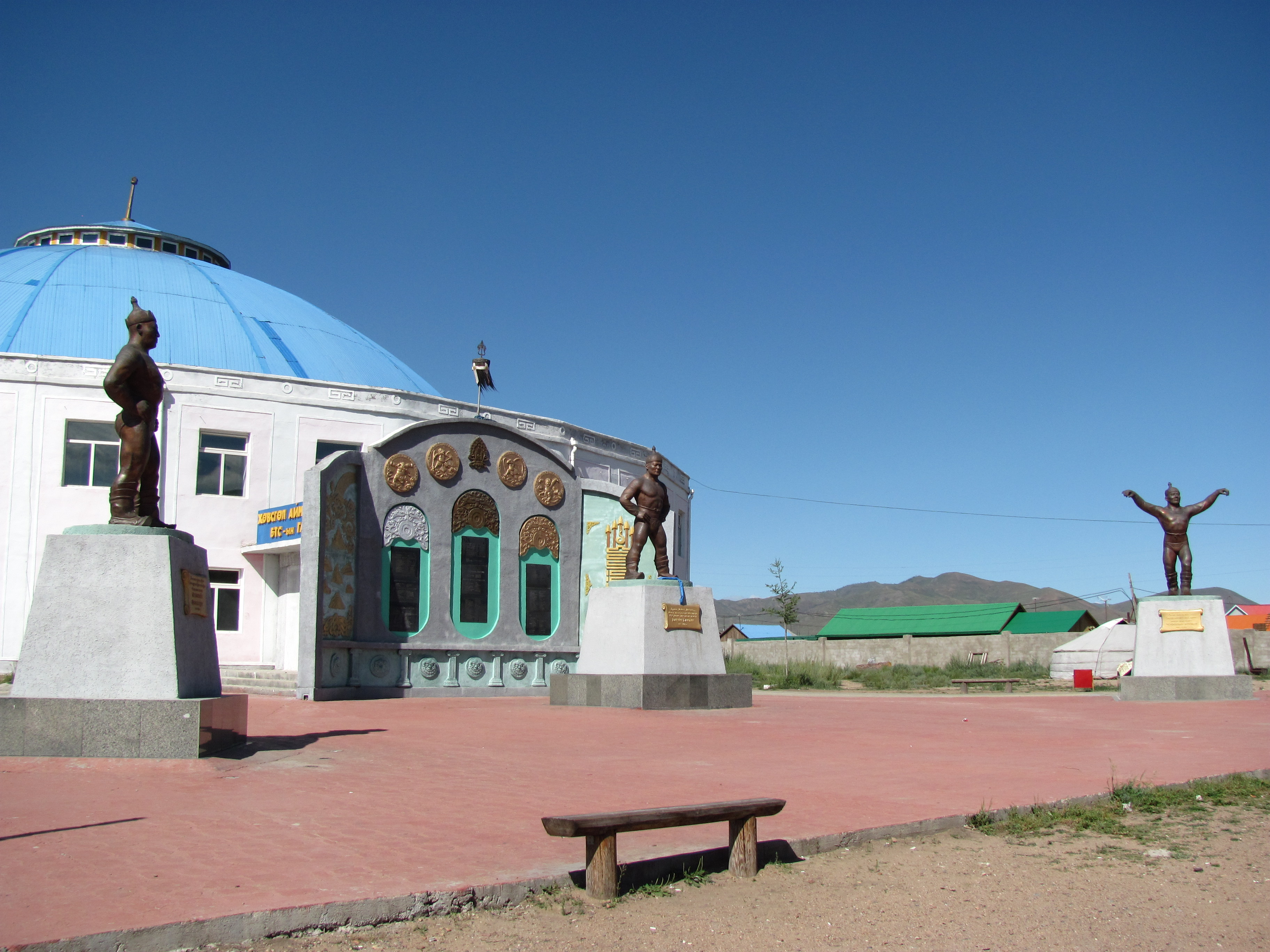